# Lovčice (okres Hradec Králové)
Obec Lovčice (německy Lautschitz) se nachází v okrese Hradec Králové, kraj Královéhradecký. Žije zde 734 obyvatel.

## Historie
První písemná zmínka o obci pochází z roku 1354.
V roce 2019 zvítězila obec v soutěži Zlatý erb v kategorii Nejlepší webové stránky obce.

## Přírodní poměry
Do jihozápadního cípu katastrálního území Lovčice u Nového Bydžova zasahuje malá část národní přírodní rezervace Kněžičky. Na jihovýchodě leží také přírodní památky Olešnice a Víno.

## Pamětihodnosti
- Kostel sv. Bartoloměje se zděnou zvonicí
- Zemědělský dvůr čp. 8

## Galerie

Lovčice
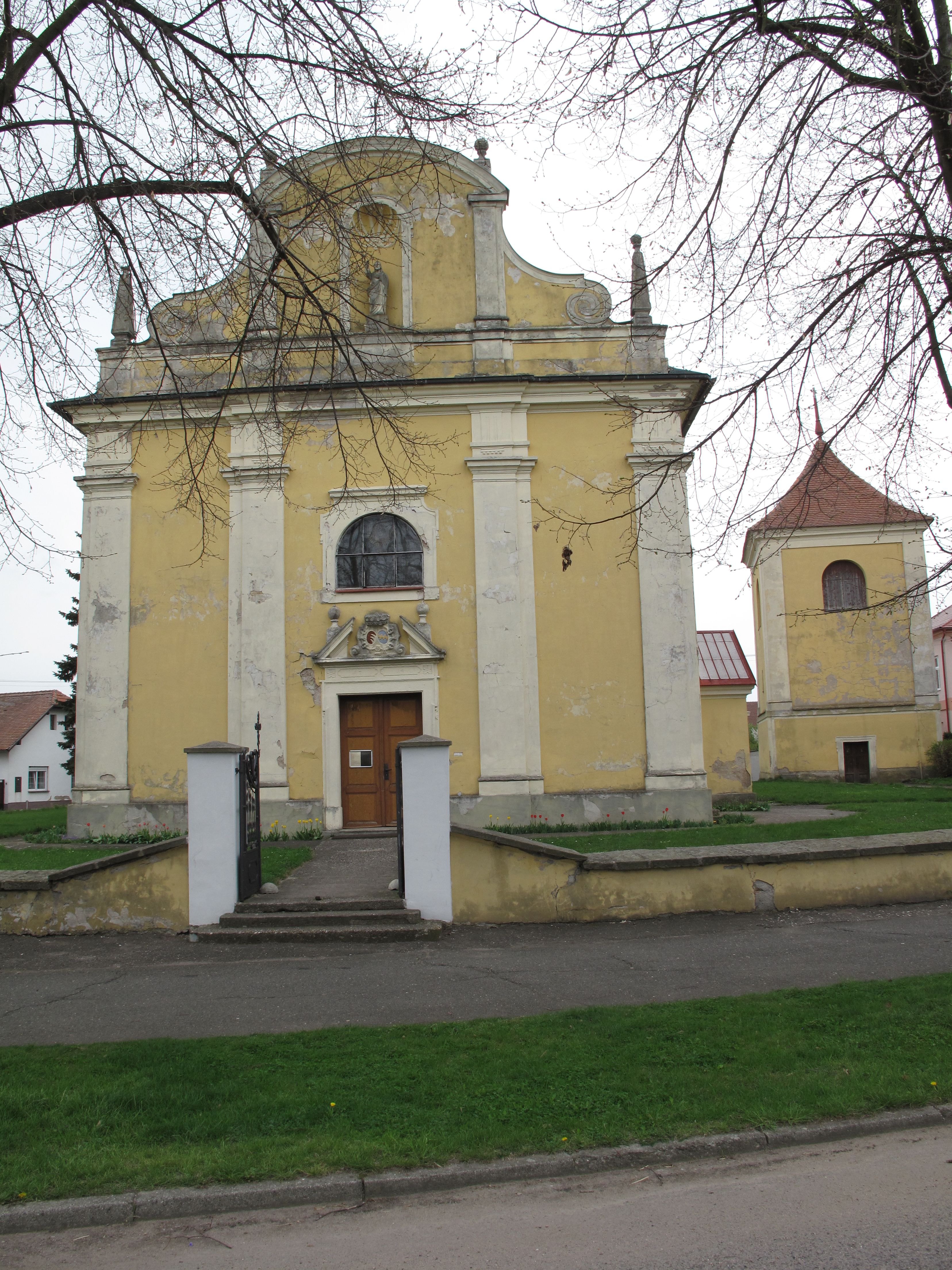
Kostel sv. Bartoloměje
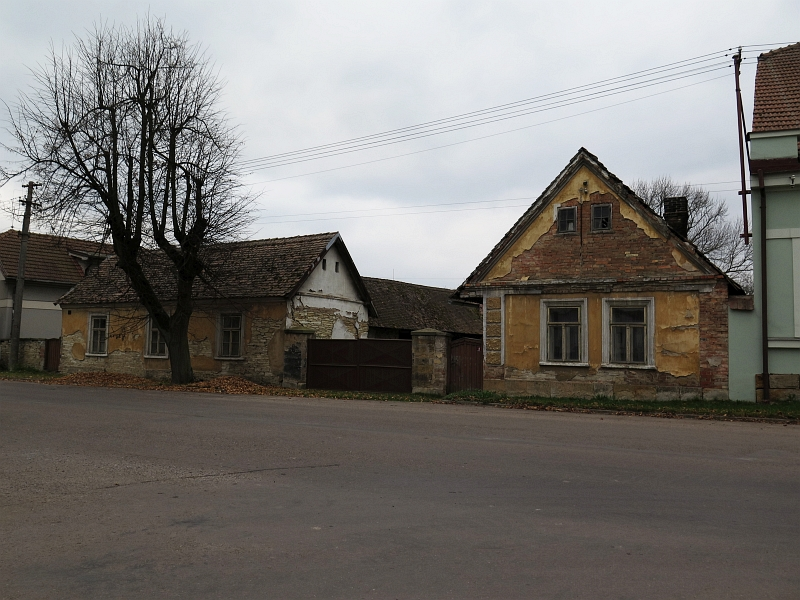
Stavení čp. 8
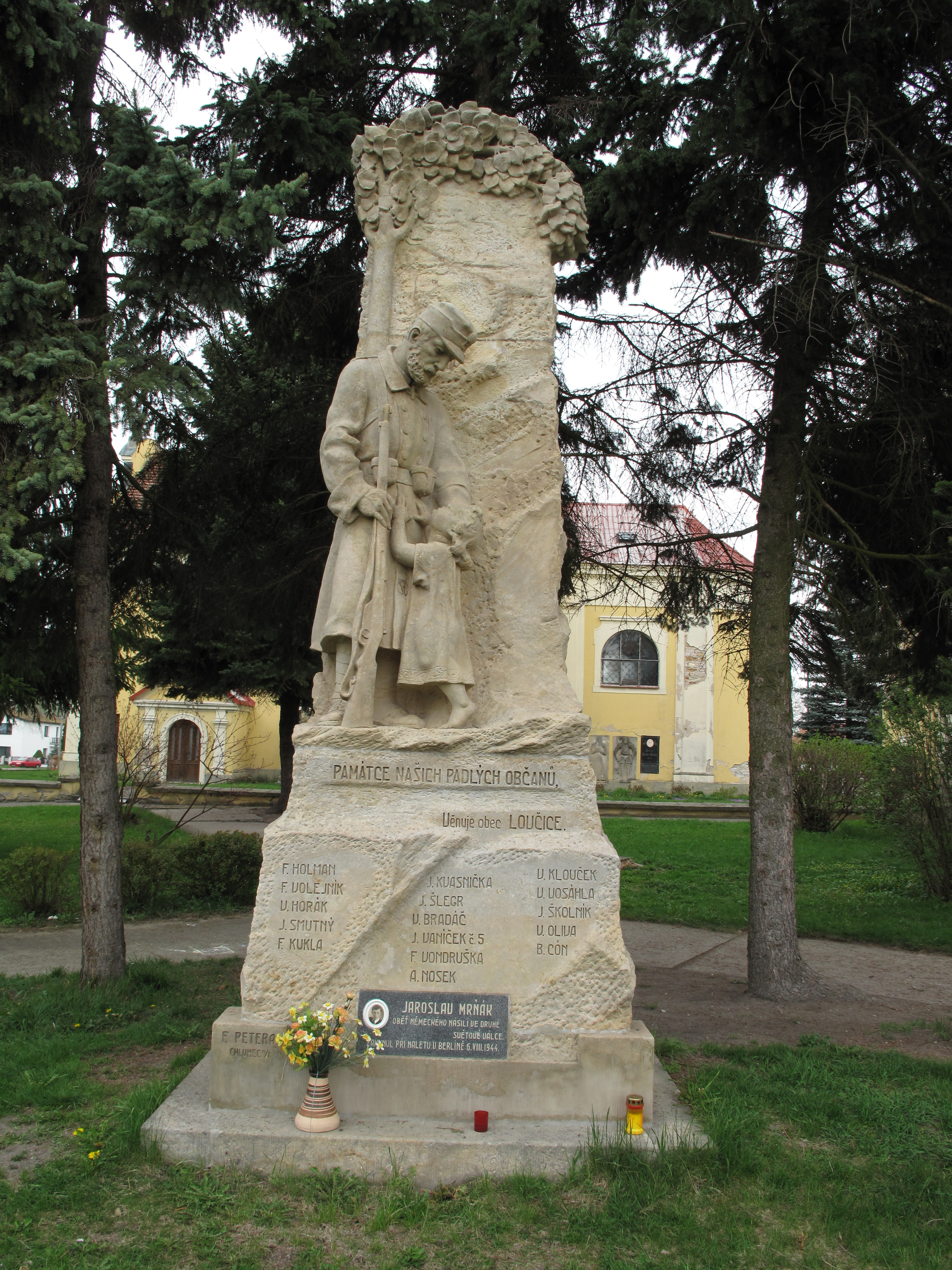
Pomník padlým
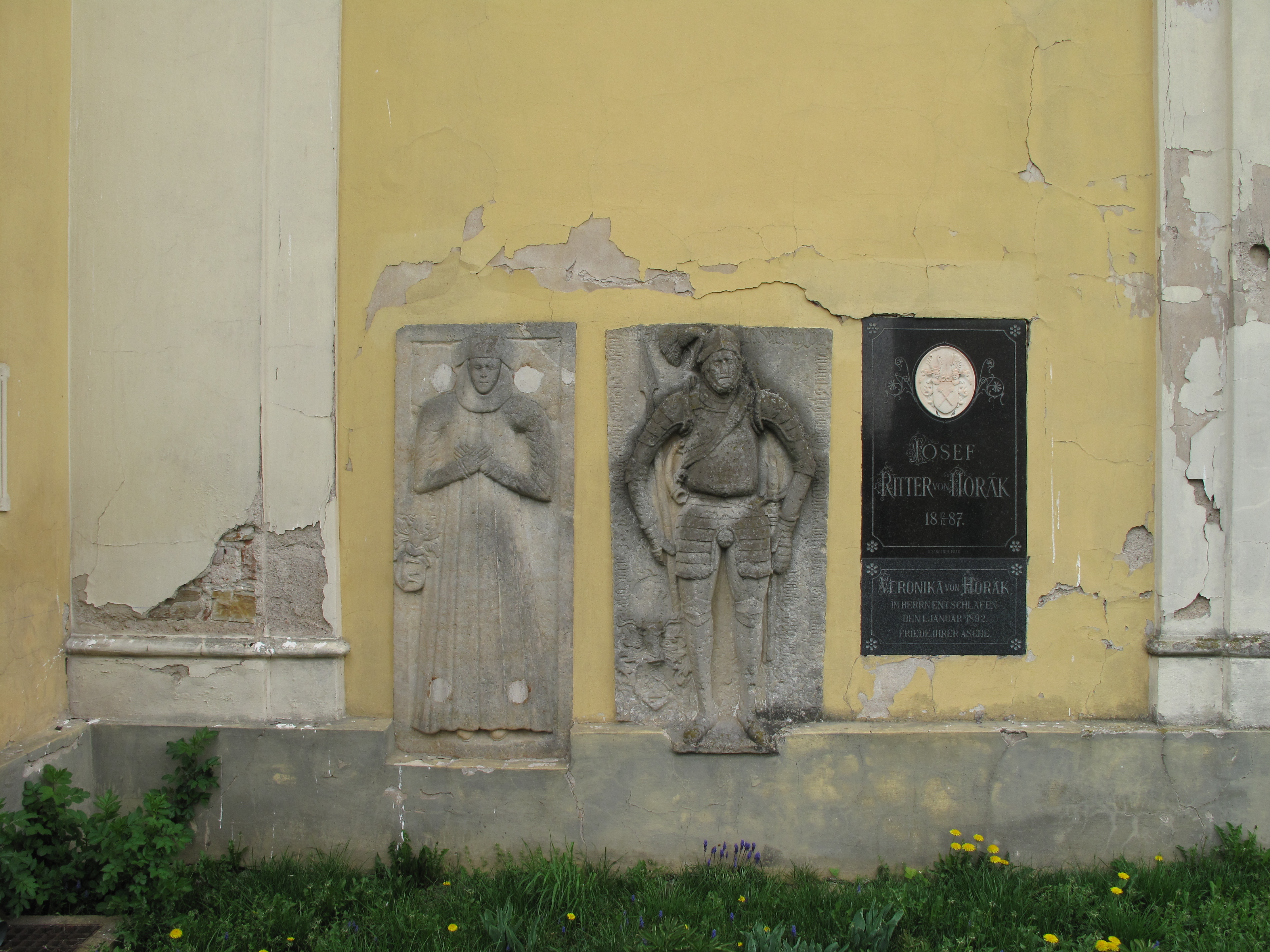
Náhrobní desky
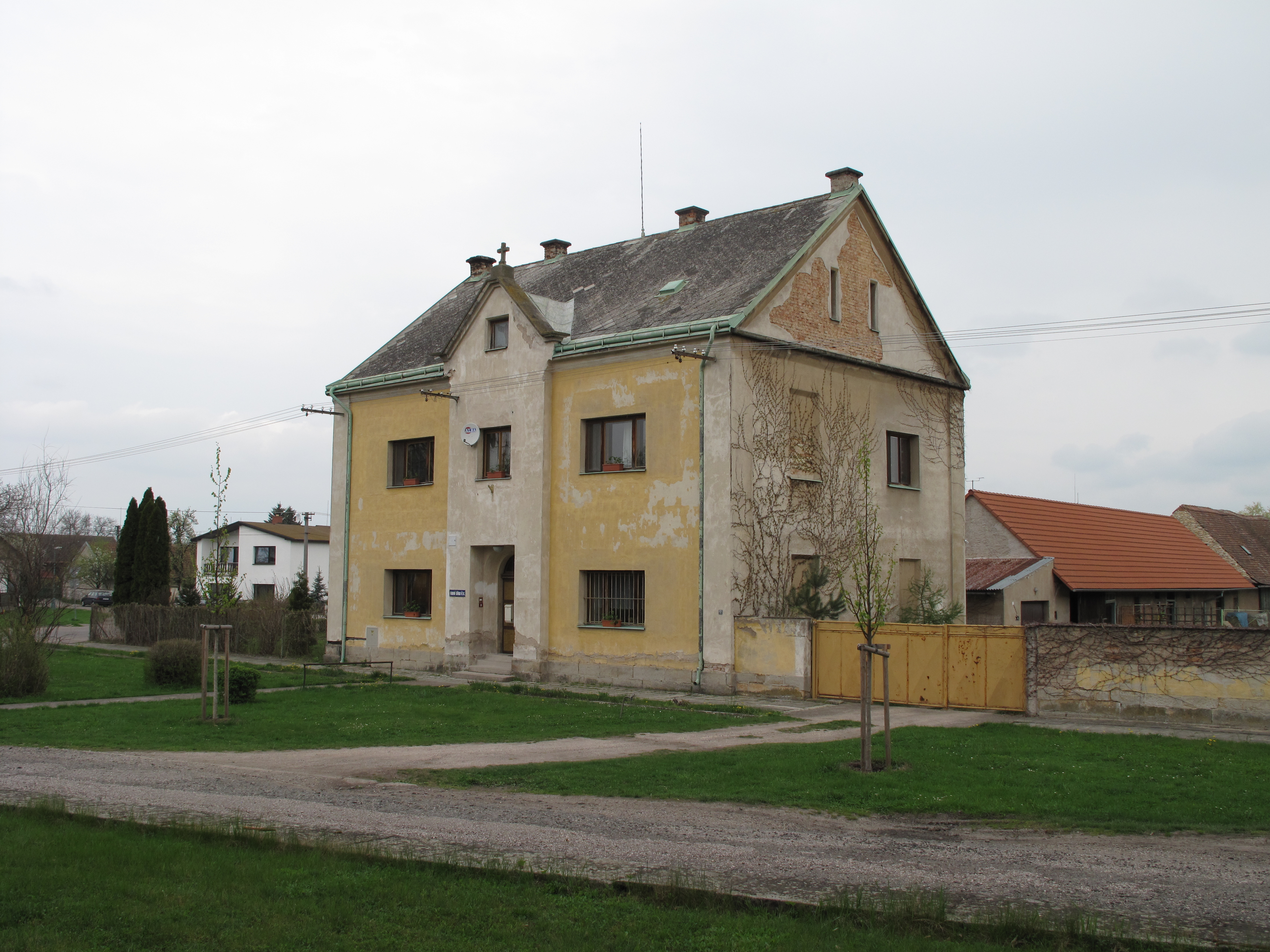
Fara